# Wasserstraße 72 (Stralsund)

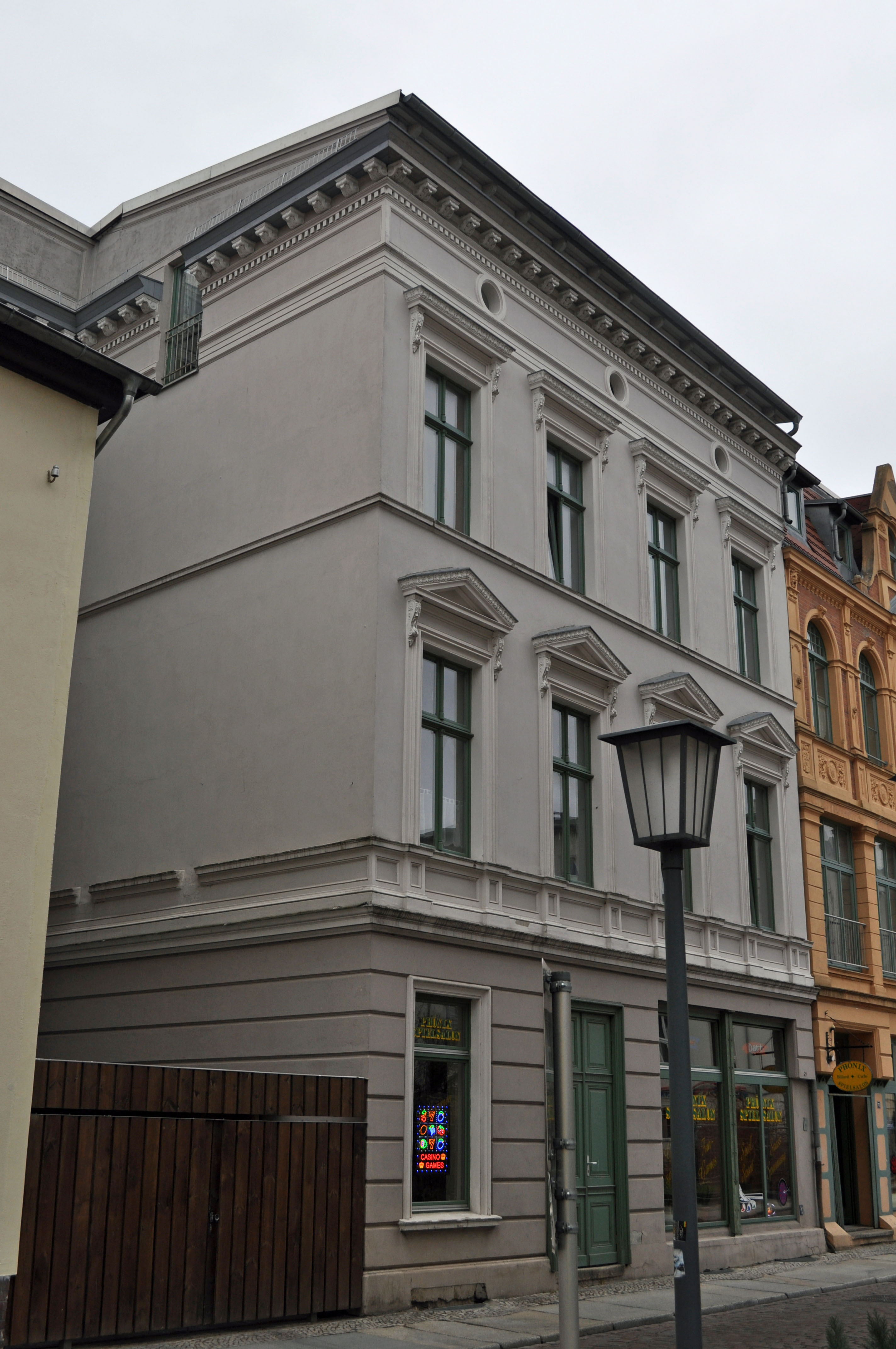
Das Haus Wasserstraße 72 in Stralsund (2012)

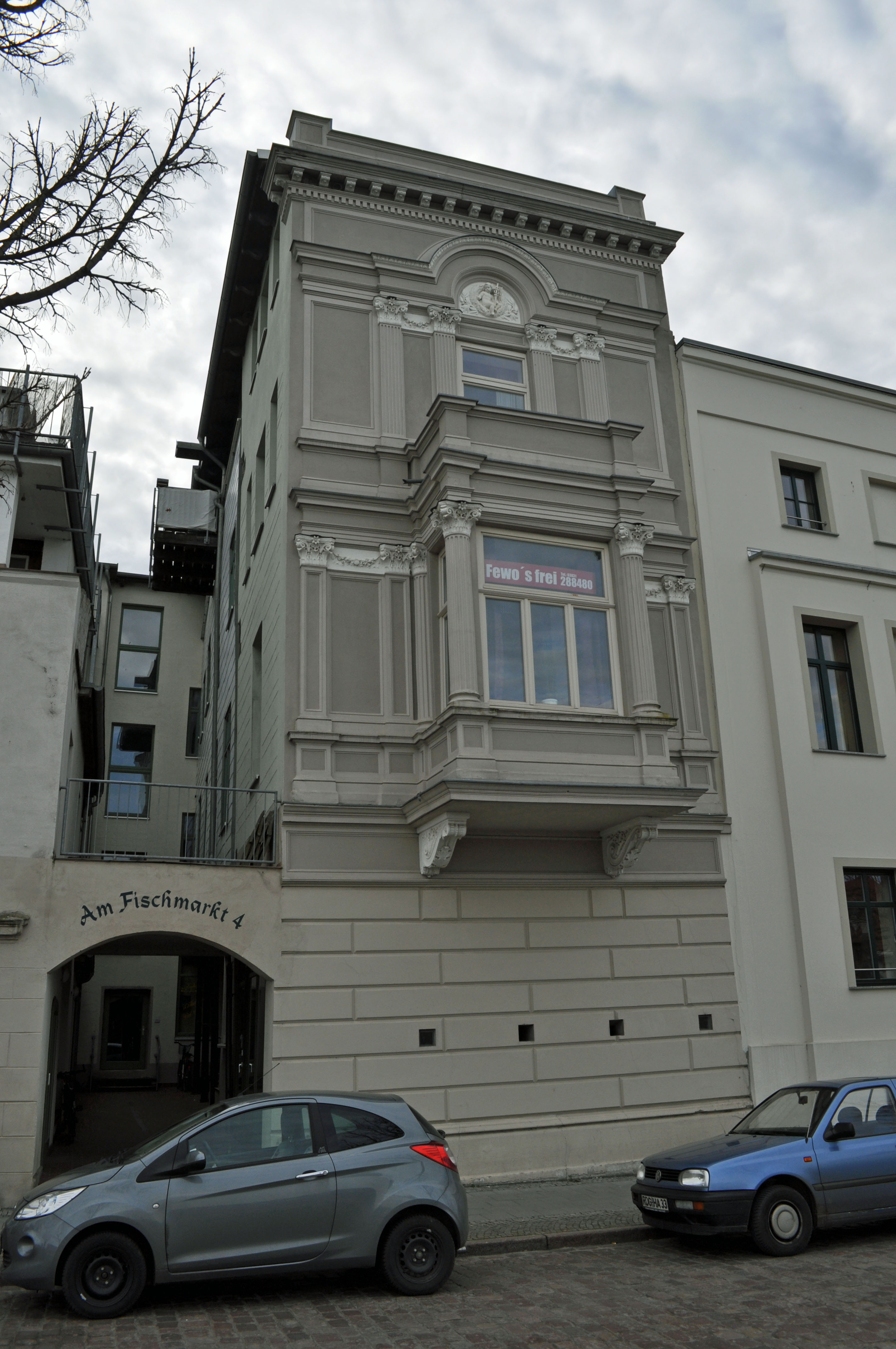
Das Haus Am Fischmarkt 4 (2012)

Das Gebäude mit der postalischen Adresse Wasserstraße 72 ist ein denkmalgeschütztes Bauwerk in der Wasserstraße in Stralsund.
Das dreigeschossige und vierachsige Vorderhaus der tiefen Bebauung zwischen Wasserstraße und Am Fischmarkt wurde im Jahr 1867 errichtet. Die fünfte, nördliche Achse ist weit zurückgesetzt.
Die verputzte Fassade ist sehr aufwändig gestaltet. Die Fenster in den beiden Obergeschossen sind kräftig verdacht. Unter der Traufe ist ein stuckiertes Ornament gestaltet.
Das Haus liegt im Kerngebiet des von der UNESCO als Weltkulturerbe anerkannten Stadtgebietes des Kulturgutes „Historische Altstädte Stralsund und Wismar“. In die Liste der Baudenkmale in Stralsund ist es mit der Nummer 794 eingetragen.
Das zugehörige Hintergebäude mit der Adresse Am Fischmarkt 4 besteht aus zwei Flügeln. Der eingeschossige Südflügel steht auf einem hohen Sockel und ist sehr schlicht gestaltet. Der zweigeschossige Nordflügel weist dagegen sehr reiche Gestaltung auf: Ein breiter, von kannelierten Säulen gerahmter Erker im ersten Obergeschoss prägt die Fassade. Das zweite Obergeschoss weist ein von Doppelpilastern flankiertes Fenster auf, das noch durch kräftige Rundbogen-Verdachung mit Stuckornamenten betont wird.